# Kakisa
Kakisa est une localité des Territoires du Nord-Ouest au Canada. Il s'agit d'une autorité désignée amérindienne située dans la région de South Slave au bord du lac Kakisa au sud-est de Fort Providence. Originellement, la communauté était située au bord du lac Tathlina, mais elle déménagea, en 1962, pour être plus près de la route Mackenzie à laquelle la nouvelle communauté est reliée par un chemin de 13 km.

## Géographie
Kakisa est située dans la région de South Slave au sud-est de Fort Providence dans les Territoires du Nord-Ouest. Elle est reliée à la route Mackenzie par un chemin de 13 km.

## Histoire
En 1962, la communauté déménagea de son emplacement originel au bord du lac Tathlina pour son nouvel emplacement au bord du lac Kakisa afin d'être plus près de la route Mackenzie.

## Démographie
| Année | Population |
| ----- | ---------- |
| 2001  | 40         |
| 2004  | 57         |
| 2005  | 53         |
| 2006  | 52         |
| 2009  | 52         |
| 2011  | 45         |
| 2012  | 54         |
| 2016  | 36         |

Lors du recensement de 2011 de Statistique Canada, Kakisa avait une population de 45 habitants ; ce qui correspond à une décroissance démographique de 13,5% par rapport au recensement de 2006. Selon ce recensement, la majorité de la population est composée de membres des Premières Nations. Les principales langues y sont l'esclave du sud et l'anglais. De son côté, le gouvernement des Territoires du Nord-Ouest a rapporté, en 2012, une population de 54 habitants et que 78,6% de la population y parlent une langue autochtone.

## Administration
La communauté est gouvernée par le conseil de bande de la Première Nation de Ka'a'gee Tu dont le chef est Lloyd Chicot en 2017.

## Vivre à Kakisa
Les services policiers à Kakisa sont prodigués par la Gendarmerie royale canadienne à partir de Fort Providence. Il n'y a aucun service de santé. Il y a une seule épicerie. L'éducation, jusqu'à la neuvième année, est donnée à l'école de Kakisa Lake.